# Guerra civile romana (68-69)
L'anno dei quattro imperatori all'interno della storia romana corrisponde all'anno 69, nel corso del quale si avvicendarono quattro imperatori: Galba, successore di Nerone in carica già dal giugno 68, Otone, entrato in carica a gennaio, Vitellio, imperatore da aprile, e Vespasiano, che ottenne la porpora a luglio e, a differenza dei tre precedenti, riuscì a mantenerla saldamente per dieci anni.
Galba venne acclamato imperatore in Hispania, Otone dalla guardia pretoriana a Roma, Vitellio dalle legioni germaniche e infine Vespasiano dalle legioni orientali e danubiane.

## Contesto storico
All'inizio dell'anno 68 la rivolta incombeva su Nerone che con la sua politica contro i grandi patrimoni e a favore del ceto medio si era inimicato il senato. Il governatore della provincia della Gallia Lugdunense, Gaio Giulio Vindice, minacciava di entrare apertamente in rivolta contro l'imperatore. Era riuscito a coinvolgere anche Servio Sulpicio Galba, ricchissimo ed anziano governatore della Tarraconense e uno degli uomini più leali dello Stato, un servitore modello di Tiberio, Caligola e Claudio.
In Africa, il prefetto Lucio Clodio Macro entrò anch'egli in rivolta contro Nerone, minacciando di bloccare gli approvvigionamenti di grano per Roma.
Il 15 maggio 68 il prefetto delle legioni della Germania superiore Lucio Virginio Rufo annientò con i suoi soldati le truppe di Vindice presso Besançon. In tal modo, Nerone poté disporre di un periodo di tregua.
In Spagna, intanto, Galba si era fatto acclamare "imperatore" oppure - secondo Svetonio - aveva accettato un titolo più umile, quello di "Legato del Senato e del Popolo Romano". Arruolò anche delle truppe per rinforzare la sua legione, la VII "Gemina", ma non riuscì a salvare Vindice dalla sconfitta in tempo.

### Casus belli: morte di Nerone
A Roma, il prefetto del pretorio Ninfidio Sabino, segretamente alleatosi con Galba, aumentò le paranoie di Nerone e lo riempì di menzogne, annunciandogli notizie l'una più orribile dell'altra. Riuscì perfino a convincerlo a chiudere la sua Domus Aurea, optando per una casa alla periferia di Roma. Una volta allontanato Nerone, Sabino vendette la fedeltà dei pretoriani a Galba, mentre il Senato votava contro Nerone, dichiarandolo "nemico della patria". Nerone si suicidò poco dopo, poco fuori Roma, grazie all'aiuto dei suoi quattro liberti, il 6 giugno del 68, ormai abbandonato da tutti. Il Senato votò la damnatio memoriae di Nerone e Galba venne eletto imperatore con un plebiscito.

## Galba (giugno 68 - gennaio 69)
aprile

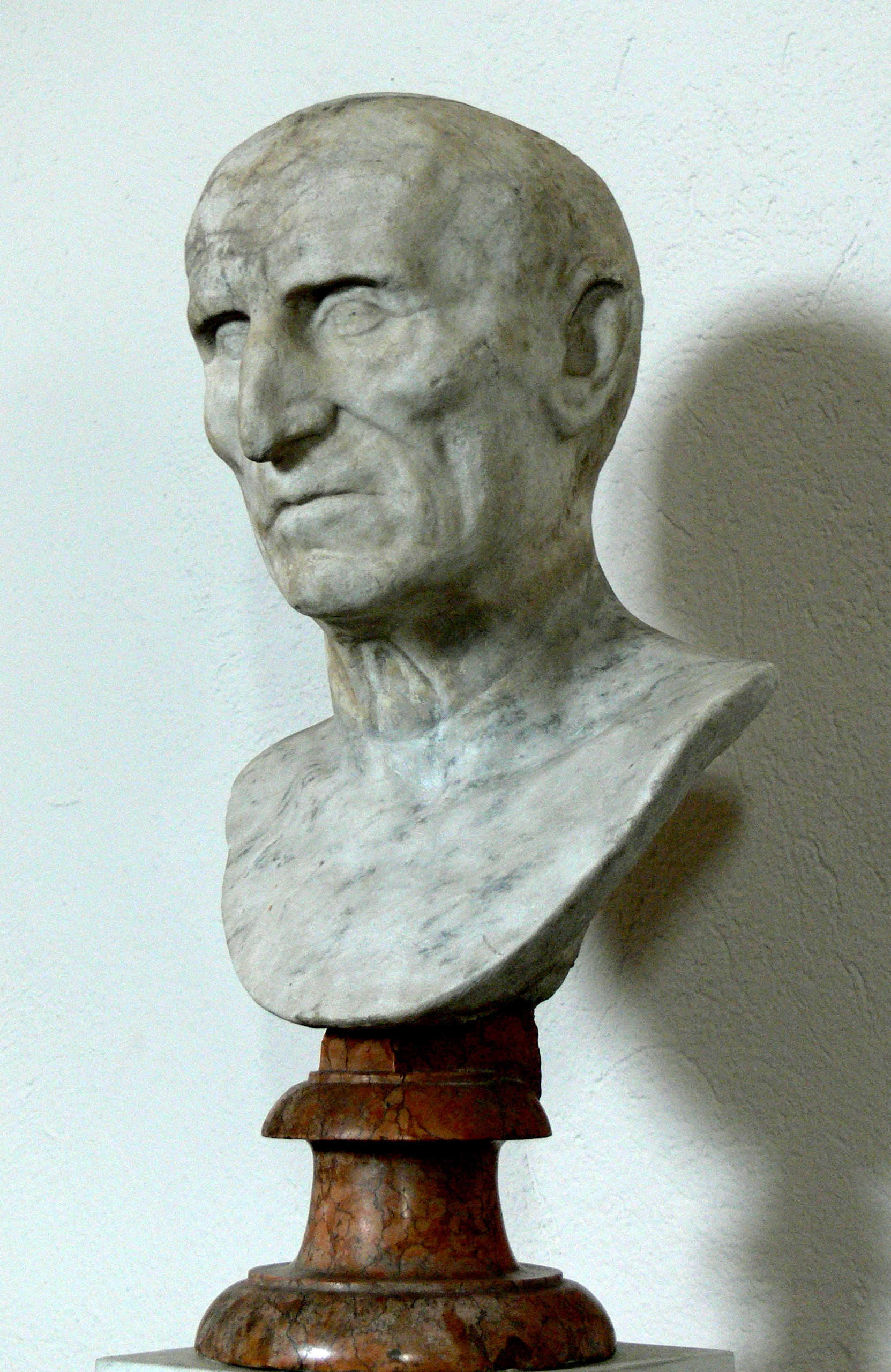
Busto di Galba

Galba, governatore dell'Hispania Tarraconensis, e Vindice, governatore della Gallia Lugdunense, si ribellano a Nerone
aprile – maggio
Le legioni del Reno sconfiggono ed uccidono Vindice in Gallia
giugno
Nerone viene dichiarato nemico pubblico dal Senato e si suicida il giorno stesso, Galba viene riconosciuto imperatore
novembre
Vitellio riceve la nomina di governatore della Germania Inferiore

### Entrata a Roma
Alla notizia della morte di Nerone e della propria elezione, Galba riunì le sue truppe e marciò su Roma. Egli, a dispetto di tutte le attese, impiegò circa quattro mesi per giungere all'Urbe (vi entrò infatti nell'ottobre 68). Durante questo periodo la situazione a Roma era diventata difficile: la città era stata abbandonata ai sostenitori di Nerone (di fatto, per lo più agli schiavi liberati dal precedente princeps), che saccheggiavano, derubavano e terrorizzavano la popolazione. Quando Galba ordinò lo scioglimento della legio I Adiutrix che era stata formata su ordine di Nerone, questa si oppose, e ciò sfociò in un massacro avvenuto presso Ponte Milvio che vide 700 vittime della legione.
Ninfidio Sabino, deluso da Galba che aveva appena deciso di sostituirlo con Cornelio Lacone nel ruolo di prefetto del pretorio, tentò allora di sfruttare la situazione difficile per farsi nominare imperatore dai pretoriani. Questi tuttavia, temendo l'inevitabile reazione di Galba e non volendo perdere l'enorme ricompensa da lui promessa al suo arrivo a Roma, rifiutarono la sua proposta e lo uccisero nel Foro Romano (gennaio del 69).
Galba non era amato dai soldati, a causa della sua avarizia (non aveva elargito loro il compenso promesso), della sua vecchiaia e della sua severità, particolarmente dura se contrapposta ai precedenti 14 anni di dominio di Nerone.

### Situazione delle Germanie sotto Galba
Mentre la maggior parte delle province non creavano problemi a Galba, solo le legioni della Germania, le stesse che avevano battuto Gaio Giulio Vindice, protestavano nel vedere che i pretoriani traevano profitti dell'ascesa al trono dell'imperatore.
Gli eserciti della Germania erano stati lenti ad abbandonare Nerone, e Lucio Verginio Rufo, il loro generale, non si era affrettato a passare dalla parte di Galba. Dopo che a Verginio fu offerto l'impero da parte dei suoi soldati, sebbene questi lo avesse rifiutato, venne richiamato dall'imperatore e messo sotto accusa, e i soldati delle Germanie si offesero come se incolpati loro stessi. Inoltre l'esercito della Germania Superiore disprezzava il suo comandante Ordeonio Flacco (successore di Verginio), poiché vecchio e senza autorità. Invece l'esercito della Germania inferiore non aveva da tempo un generale del rango consolare, quindi Galba, per calmare i soldati, vi inviò Vitellio.
Pochi giorni dopo tuttavia il procuratore della provincia Belgica avvisò Roma che le legioni della Germania superiore chiedevano da parte del senato e del popolo romano, per far sembrare la richiesta meno immoderata, la nomina di un altro imperatore, infrangendo in tal modo il giuramento prestato. Ciò mise in risalto la necessità, da parte di Galba, di trovarsi un successore.

### Nomina del successore
Il potere reale era diviso fra il console Tito Vinio, il prefetto del pretorio Cornelio Lacone ed il liberto di Galba Icelo. Questi, che spesso raggiungevano un accordo, quando si giunse alla questione della successione non erano dello stesso parere: Vinio voleva Otone, governatore della Lusitania, gli altri tutti ma non Otone. Galba non voleva adottare Otone, poiché troppo simile a Nerone, ma proprio per questa somiglianza aveva l'appoggio dei soldati. Galba quindi convocò Lucio Calpurnio Pisone Liciniano per adottarlo, o per propria iniziativa o dietro consiglio di Lacone. Pisone era di stirpe nobile, con tratti e comportamenti severi e gravi, ed era il nipote di Gaio Calpurnio Pisone che Nerone aveva fatto condannare a morte per la sua congiura. Se ne presentò l'adozione nell'accampamento, per far onore all'esercito ottenendone l'appoggio onestamente. In Senato poi Pisone ottenne l'affetto dei Senatori parlando loro amorevolmente, non schiettamente come Galba.

### La congiura
Galba finì così per perdere uno dei suoi più antichi alleati, Otone. Questi sapeva che se si fosse attardato a reagire sarebbe stato esiliato, poiché ogni regnante sospetta ed odia il suo successore più favorito; conveniva quindi agire proprio nel periodo in cui l'autorità di Galba fosse stata instabile e quella di Pisone non ancora consolidata. Quindi Otone cercava di guadagnarsi l'appoggio dei soldati devolvendo grandi elargizioni, trattandoli come pari e parlando male di Galba; ciò era facile poiché ai soldati la dottrina militare risultava particolarmente gravosa, costretti ad attraversare i Pirenei e le Alpi, con estenuanti marce forzate, nel viaggio dalla Tarraconense. Confidò a pochi i propri disegni, aizzando gli animi degli altri, e ben presto il "morbo" si diffuse in tutto l'esercito, perché ognuno sapeva della precarietà della situazione in Germania.
I soldati avrebbero scatenato la rivolta il 14 gennaio, mentre Otone tornava a casa da un banchetto, se non fossero stati scoraggiati dai rischi delle tenebre, dalla dispersione delle truppe su tutta la città e dall'ubriachezza della folla attorno, che avrebbe impedito loro un'azione organizzata. Si temeva che qualche altro soldato si sarebbe proclamato Otone, che era sconosciuto ai più. Le poche informazioni che giunsero a Galba che avrebbero potuto far intuire i pensieri dei soldati, venivano minimizzate dal prefetto Lacone, completamente all'oscuro di quanto stesse accadendo.
Il 15 gennaio invece Otone, mentre stava assistendo ai sacrifici compiuti da Galba, fu informato da Onomasto (messo da lui a capo della congiura) che i soldati erano pronti. Andandosene con una scusa, fu salutato davanti al tempio di Saturno da 23 guardie del corpo, che lo trasportarono al campo dei pretoriani mentre altri si univano. I tribuni e i centurioni non opposero resistenza perché erano convinti che ci fossero troppi corrotti per uscirne vivi.
Chi fu mandato da parte di Pisone a richiamare i distaccamenti illirici fu cacciato via e due primipili mandati a far venire quelli germanici li trovarono incerti: ben disposti ad aiutare Galba che si era preso cura di loro, ma in pessime condizioni fisiche dopo una lunga traversata. Si diffidava invece della legio I Adiutrix, che era stata trucidata da Galba appena insediato a Roma, la quale appunto sostenne subito Otone. Furono inviati inoltre nel campo dei pretoriani, per sedare la rivolta fin dal principio, tre tribuni, che però fallirono nel tentativo.

### La morte
Galba, che era nel palazzo, decise di affrontare subito la rivolta; non appena accennò ad uscire, si sparse la voce che Otone fosse stato ucciso nell'accampamento e la voce menzognera si diffuse rapidamente. Galba, volendo sapere la verità sull'accaduto, fu portato fuori su una portantina, mentre gli si presentava il presunto assassino. Intanto nell'accampamento i soldati erano entusiasti e portarono sulle spalle Otone sulla tribuna dove poco prima c'era la statua dorata di Galba: tutta la legio I Adiutrix si unì prestando giuramento. Mentre si avvicinava al foro, Galba veniva portato qua e là dalla folla impaurita. Ad Otone giunse notizia che il popolo si stesse armando contro di lui, quindi ordinò agli uomini di precipitarsi a prevenire ciò, e questi irruppero armati su cavalli nel foro, calpestando popolo e senatori.
Quando si vide i soldati addosso, il portainsegna della coorte che accompagnava Galba strappò dall'asta l'immagine di quello e la gettò a terra: a quel segnale tutti i soldati si inchinarono a Otone, mentre la moltitudine fuggì ed il foro rimase vuoto. I soldati quindi uccisero Galba, Tito Vinio e Pisone; le loro teste furono portate in processione su lunghe aste fra le insegne delle coorti accanto all'aquila della legio I Adiutrix, mentre gli uccisori mostravano le mani insanguinate e chi aveva assistito alla strage la esaltava. In seguito Vitellio trovò 120 richieste di compenso per atti notevoli nel massacro ed ordinò che coloro che le avevano redatte fossero trovati ed uccisi, non per onorare Galba, ma per difesa personale. Ora il popolo malediceva Galba ed acclamava Otone. Il prefetto Lacone, che era su un'isola apparentemente esiliato, fu ucciso da un inviato di Otone; Icelo fu giustiziato in pubblico come liberto ed Otone permise che i cadaveri fossero sepolti.

## Otone (gennaio-aprile 69)

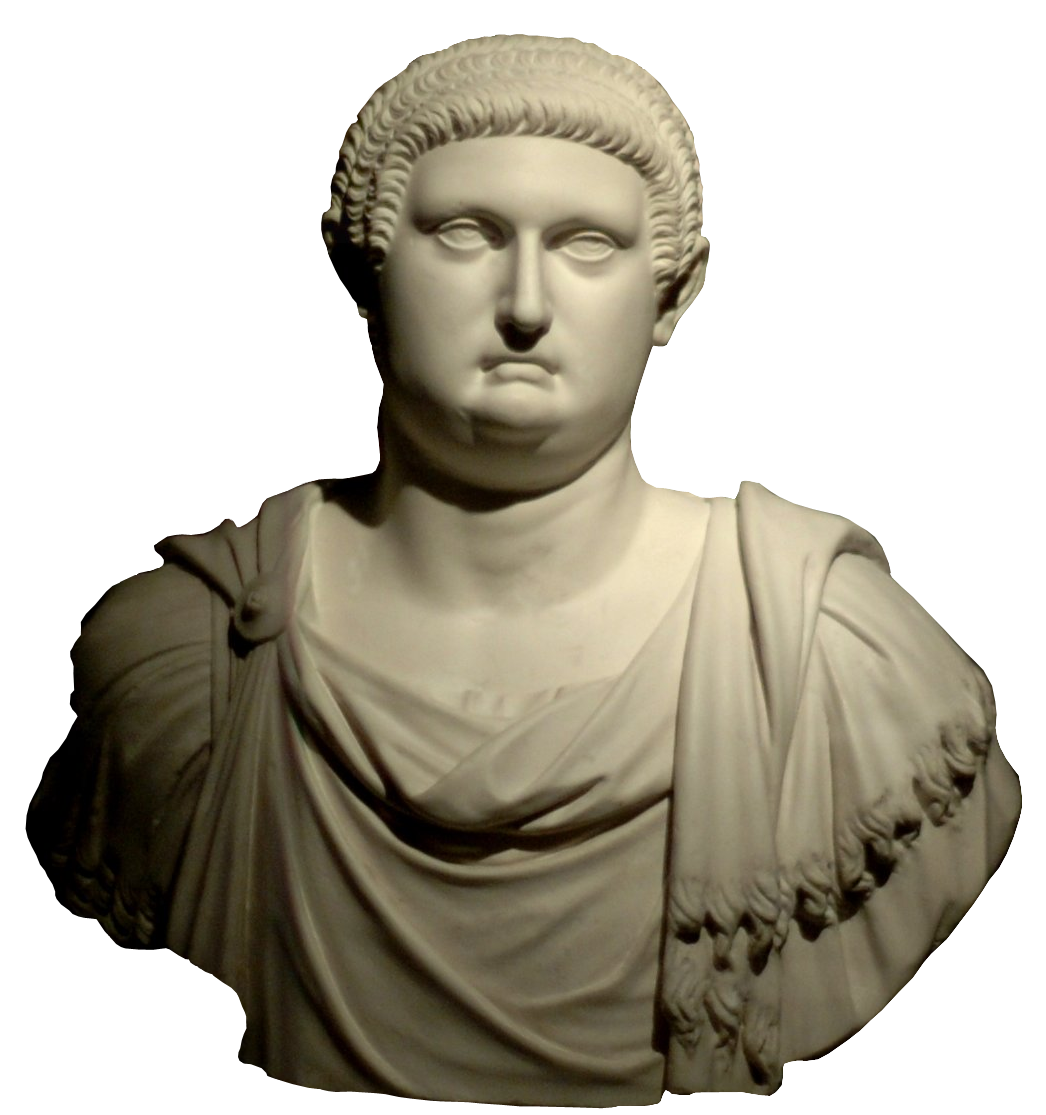
Otone

### Nomina adImperator
Otone concesse subito molte libertà ai propri soldati, anche corrompendoli; il 15 gennaio 69, lo stesso giorno della morte di Galba, il Senato, impaurito dalla guardia pretoriana, nominò Otone imperatore. Otone però dovette far fronte a due difficoltà maggiori: prima all'ostilità latente del Senato, che rimpiangeva Galba, e poi alla rivolta delle legioni della Germania inferiore comandate da Vitellio, che era stato acclamato dalle sue truppe imperatore. Si diffusero le notizie riguardanti Vitellio, che prima erano state tenute nascoste, e tutta la popolazione deplorava il fatto che fossero stati scelti per la rovina di Roma due uomini tanto deplorevoli come Otone e Vitellio.

### Guerra contro Vitellio

#### Malcontento in Germania
Vitellio visitò l'esercito nei primi di dicembre del 68, mentre questo era agitato per le false dicerie e l'avidità di bottino, e si fece amare dalle sue truppe elargendo promozioni e gradi, come non aveva fatto invece Fonteio Capitone. Nell'esercito c'erano vari motivi di discordia con Galba, anche per la vicinanza a popoli afflitti dalle sue leggi e per il fatto di essersi attardati a passare dalla sua parte, e la recente guerra contro Vindice aveva fatto comprendere loro quanto valessero. Quando i Lingoni mandarono loro degli ambasciatori per stringere alleanza e questi raccontarono le loro sofferenze, l'esercito meditò di insorgere; Ordenio Flacco decise quindi di mandare via i nunzi di notte, per rendere più segreta la partenza, ma si credette che fossero stati uccisi solo per le loro lamentele, e per la preoccupazione si strinse un tacito accordo tra legioni ed ausiliari.

#### Nomina di Vitellio in Germania
Alle calende di gennaio, come tradizione, le legioni della Germania inferiore (I Germanica, V Alaudae, XV Primigenia e XVI Gallica) e quelle della Germania superiore (IV Macedonica e XXI Rapax) dovevano rinnovare il giuramento di fedeltà a Galba. Le prime lo fecero con lungo temporeggiare e scarso entusiasmo, aspettando che qualcuno iniziasse una rivolta; le seconde si rifiutarono, abbattendo quello stesso giorno le statue di Galba e giurando sul Senato, mentre Ordeonio Flacco rimaneva a guardare. Quattro centurioni che cercavano di difendere le sue statue furono portati via in catene dai soldati. Vitellio ne fu informato e mandò messi alle legioni dicendo che bisognava o fare guerra alle legioni della Germania superiore o nominare un imperatore eletto dalle legioni, e la scelta cadde su di lui.

#### Preparativi
Furono uccisi i centurioni incatenati dai soldati per fedeltà verso Galba, e si unirono a Vitellio la legio I Italica e l'ala di cavalleria Tauriana accampate a Lione, le truppe della Rezia e della Britannia. Vitellio divise l'esercito in 3 parti: Fabio Valente avrebbe comandato distaccamenti dell'esercito della Germania inferiore, con l'aquila della V legione e gli ausiliari, per un totale di 40000 uomini, cercando prima di attirare dalla sua parte le Gallie (devastandole se avessero opposto resistenza), per poi entrare in Italia passando per le Alpi Cozie; Cecina Alieno avrebbe guidato 30000 soldati della Germania superiore (il cui nerbo era la legio XXI Rapax) oltre il Gran San Bernardo, ed infine Vitellio avrebbe comandato il grosso dell'esercito dietro di loro.
Fabio Valente
Fabio Valente entrò nel territorio degli alleati Treviri senza problemi, ma, giunto ed accolto benevolmente a Divoduro (odierna Metz), città dei Mediomatrici, colto da una rabbia inspiegabile, l'esercito uccise 4000 uomini, e solo grazie alle preghiere di Fabio Valente non distrusse l'intera città. In seguito, per paura, le popolazioni galliche al sopraggiungere dell'esercito gli andavano incontro supplicando pietà con offerte e doni. Quando si seppe dell'ascesa al potere di Otone, i Galli non ebbero più dubbi su chi accettare come imperatore, odiando in ugual modo Otone e Vitellio, ma avendo più timore dell'ultimo. C'era una guerra fra Lione (fedele a Nerone) e Vienne (fedele a Vindice e Galba), due città di antica inimicizia acuita da quest'ultima rivalità, anche perché Galba aveva tolto denari a Lione per il fiscus ed aveva dato molto onore a Vienne. I viennensi, consci del pericolo comportato dall'essere stati fedeli a Galba, si fecero incontro alle schiere come supplici e riuscirono a tranquillizzare i lugdunensi, anche grazie al pagamento di 300 sesterzi ad ognuno fatto da Valente, raccomandando la vita e la salvezza dei viennensi, che però furono disarmati e costretti ad aiutare con i loro mezzi l'esercito. Dopo giunse alle Alpi.
Cecina
Gli Elvezi, ignorando l'uccisione di Galba, non riconoscevano Vitellio come imperatore e, passando Cecina per il loro territorio, si giunse alle armi. Cecina devastò il territorio nemico attorno all'abitato di Vicus Aquensis (oggi Baden). Inviò poi messaggi agli ausiliari della Rezia affinché attaccassero alle spalle gli Elvezi, mentre egli attaccava di fronte. Gli Elvezi del luogo compresero il pericolo e sapendo che non sarebbero stati in grado di contrastare i Romani fuggirono sbandati verso il monte Vocenzio, ma subito li cacciò di là una coorte di ausiliari della Rezia, e furono trucidati o resi schiavi. Quindi i Romani si diressero verso Aventico, capitale degli Elvezi, dove accettarono la resa proposta.
Cecina seppe che la cavalleria siliana, che aveva avuto come proconsole in Africa Vitellio, stanziata sul Po, si era a lui piegata, consegnandogli Milano, Novara, Eporedia e Vercelli. Cecina inviò quindi in difesa della regione parte degli ausiliari. Poi passò le Alpi per il passo del Gran San Bernardo.

#### Lealtà delle province
Per quanto riguarda la lealtà delle province, Otone aveva dalla sua parte province vicine all'Italia come Dalmazia, Pannonia, Mesia, Aquitania (che rimase fedele per poco tempo), sia, in virtù del prestigio che gli derivava dall'aver sede a Roma, province orientali come Egitto, Siria (grazie a Muciano) e l'esercito impegnato in Giudea (grazie a Vespasiano). In Africa le città emularono Cartagine, dove un liberto di Nerone, senza autorizzazione del proconsole, aveva organizzato un grande banchetto in onore di Otone. Vitellio aveva invece dalla sua parte la Spagna (sebbene all'inizio si credesse che questa fosse per Otone) e la Gallia Narbonense (che gli si alleò per il pericolo comportato dalla vicinanza delle sue truppe).

#### Contrattacco di Otone
Otone decise di partire egli stesso in guerra e ordinò che anche molti magistrati e consolari lo accompagnassero, senza aspettare che gli ancilia fossero riposti; affidò il governo di Roma a Salvio Tiziano. Otone muoveva con 4 legioni dalla Dalmazia e dalla Pannonia e gli stavano giungendo in aiuto truppe anche da Roma, con lo scopo di presidiare il Po, avendo ormai Cecina valicato le Alpi.
Con la flotta, a lui fedelissima, unendo a questa delle coorti urbane e pretoriane, Otone decise di attaccare la Gallia Narbonense, l'unica che poteva essere colpita poiché i passaggi alpini verso le altre Gallie erano bloccati da Vitellio. Alla notizia di questa minaccia, Fabio Valente inviò nella Gallia Narbonense dei rinforzi, soprattutto di cavalleria. Presto quindi si svolse la battaglia di Forum Iulii.

#### Prima battaglia di Bedriaco
Le coorti di vitelliani mandate avanti da Cecina avevano occupato la Pianura Padana e avevano attraversato il Po di fronte a Piacenza, dove gli otoniani, dopo qualche esitazione, si prepararono a difendersi. Giunto anche il resto dell'esercito di Cecina, si iniziò l'assedio di Piacenza, in cui le truppe cittadine ebbero la meglio sui vitelliani, che decisero di riattraversare il Po andandosene a Cremona. La legio I Adiutrix, che stava accorrendo in aiuto a Piacenza, saputo della vittoria si fermò a Bedriaco e Cecina, angustiato dall'avvicinarsi di Fabio Valente e dalle sconfitte che avevano colpito il suo esercito (tra cui anche un attacco di Marzio Macro), per ottenere nuova fama scatenò la battaglia di locus Castorum, il cui esito gli fu comunque sfavorevole. A questa notizia i soldati di Valente, che si erano rivoltati contro il loro comandante, si rassettarono e si precipitarono in aiuto di Cecina.
Da parte sua Otone aveva consegnato il comando al fratello Lucio Salvio Otone Tiziano e al prefetto del pretorio Proculo; quest'ultimo veniva tenuto riservato per il governo e non per la battaglia, sebbene con lui si allontanassero pretoriani, esploratori e cavalieri e sebbene fosse la sola figura che i soldati stimassero in quanto diffidavano dei comandanti, Otone, comunque, chiedeva solo che facessero in fretta. Quindi i soldati di Otone si diressero a Bedriaco per iniziare una veloce campagna, che si concluse con la battaglia decisiva in cui gli otoniani ebbero la peggio.

#### Morte di Otone
Ricevuta notizia della disfatta da alcuni sopravvissuti impazienti di partecipare ad una rivalsa, Otone decise invece di uscire di scena con onore senza sacrificare giovani tanto valorosi, quindi all'alba si uccise a Brescello. Durante il funerale si riaccese la rivolta, che chiedeva a Lucio Verginio Rufo di prendere il comando o inviare un'ambasciata ai vincitori. Verginio fuggì ed i vitelliani concessero la grazia agli otoniani superstiti.

## Vitellio (aprile-dicembre 69)

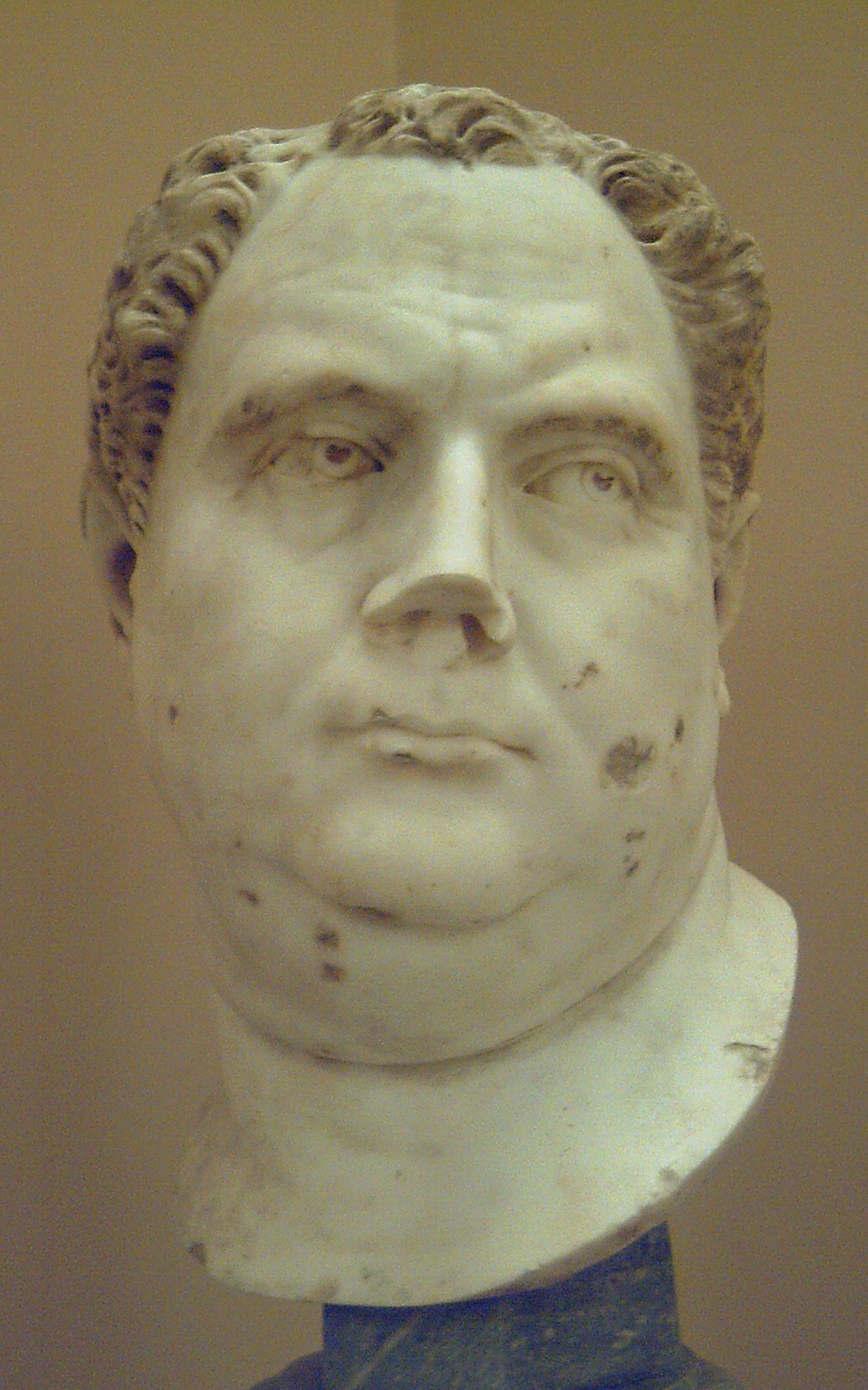
Aulo Vitellio

1º gennaio
Le legioni del Reno rifiutano di giurare fedeltà a Galba
2 gennaio
Vitellio acclamato imperatore presso il Reno
15 gennaio
Galba viene ucciso dalla Guardia pretoriana; lo stesso giorno, il Senato riconosce imperatore Otone
14 aprile
Vitellio sconfigge Otone a Bedriaco
16 aprile
Otone si suicida; Vitellio riconosciuto imperatore
1º luglio
Vespasiano, comandante della legioni in Giudea, è proclamato imperatore dalle legioni d'Egitto
11 luglio
Anche le legioni in Giudea proclamano imperatore Vespasiano
agosto
Le legioni danubiane danno il proprio sostegno a Vespasiano (in Siria) e invadono l'Italia in settembre in suo nome
ottobre
Le legioni del Danubio sconfiggono Vitellio presso Bedriaco, mentre Vespasiano si reca nella provincia alleata d'Egitto
20 dicembre
Vitellio viene ucciso dai soldati presso le scale Gemonie
21 dicembre
Vespasiano è riconosciuto imperatore a Roma

### Accoglienza della notizia
Alla notizia della morte di Otone i senatori che erano partiti al suo seguito e che si erano fermati a Modena si trovarono in pericolo: da una parte i soldati lì stanziati non credevano alla morte di Otone e pensavano invece a una falsa notizia diffusa dal Senato, dall'altra i senatori non potevano indugiare troppo prima di dichiararsi per Vitellio. Quando poi decisero di passare formalmente dalla parte di Vitellio, Ceno, liberto di Nerone, per mantenere validi i salvacondotti dati da Otone, diffuse la notizia che l'arrivo della legio XIIII Gemina aveva capovolto la situazione. Giunto a Roma, dopo poco tempo pagò per questa colpa su ordine di Vitellio, ma intanto i soldati che i senatori avevano attorno credevano ancora che Otone fosse vivo e che fosse stato tradito dai senatori. Ogni senatore cercò di salvarsi per proprio conto, finché una lettera di Fabio Valente non dissipò la paura ed i dubbi. Giunta anche a Roma la certezza della morte di Otone, si onorarono apertamente Galba, Vitellio e coloro che avevano contribuito alla sua vittoria.

### Viaggio verso Roma
Vitellio, saputa la fausta nuova, incontrò a Lugdunum Cecina e Valente, per decidere cosa fare degli otoniani, fra i quali fece uccidere i centurioni più valorosi. Questo fatto gli inimicò le legioni dell'Illirico (la XIII Gemina, la VII Galbiana, l'XI Claudia, la XIV Gemina, la VII Claudiana, l'VIII Augusta e la III Gallica) che erano appartenute ad Otone. Vitellio era preoccupato del fatto che le legioni sconfitte non si dimostravano tali, in particolare la legio XIV, che aveva partecipato alla battaglia solo con delle vessillazioni, e che decise di inviare in Britannia. Inviò poi la legio I Adiutrix in Spagna, la legio XI in Dalmazia e la legio VII in Pannonia, mentre la legio XIII fu messa a costruire anfiteatri. Congedò inoltre le coorti pretoriane con un lauto compenso: questo fatto avrebbe avuto una grave ripercussione nella guerra contro Vespasiano. Mandò poi i Batavi in Germania, e così successe con gli altri ausiliari della Gallia. Infine, affinché le risorse dello Stato fossero sufficienti, limitò il numero degli effettivi nelle legioni, abolendo le riserve; ciò però aggravò il carico su ogni soldato. Intanto però nella sua lenta marcia verso Roma organizzava fastosi banchetti.

### Entrata a Roma
Dopo una strage avvenuta a sette miglia da Roma che coinvolse molti cittadini dell'Urbe, Vitellio, convinto a non comportarsi come se la stesse conquistando, vi entrò con la toga pretesta e l'esercito in pompa magna. Non potendo sistemare tutti nei quartieri costruiti per i soldati, trasformò Roma in un gigantesco accampamento, acquartierando i militari in quasi ogni abitazione, mentre alcuni si accamparono nelle zone malsane del Vaticano, ove si diffusero le malattie specialmente fra Galli e Germani, non abituati al clima locale. Assistendo i milites all'opulenza cittadina, trovandosi in mezzo a tutto quell'argento ed oro, a fatica vennero trattenuti dal saccheggiare la città.

## Fase finale: guerra tra Vitellio e Vespasiano

Vespasiano.

### Preparativi
Vespasiano
Frattanto Vespasiano, che sin dal 66 era impegnato in Oriente nella guerra contro i Giudei, una volta saputo dell'assunzione della porpora imperiale da parte di Vitellio era afflitto da tanti e tali pensieri sul da farsi, da non riuscire a pensare alla conduzione delle operazioni militari. Le forze congiunte di Vespasiano e di Gaio Licinio Muciano erano già all'inizio dell'impero di Otone costituite da sette legioni: 3 di Vespasiano in Giudea (V Macedonica, X Fretensis e XV Apollinaris), 4 di Muciano in Siria (III Gallica, IV Scythica, VI Ferrata e XII Fulminata), cui si aggiunsero due legioni in Egitto e appoggi dalla Cappadocia, dal Ponto e dalla provincia d’Asia; tuttavia, preferivano aspettare ad unirsi alla guerra fra Otone e Vitellio, attendendo che si fiaccassero a vicenda, giurando intanto per Otone.
Il 1º luglio 69 è la data accettata come l'inizio del suo impero, poiché fu il giorno in cui gli eserciti d'Egitto gli giurarono fedeltà. Vespasiano teneva infatti in gran conto l'Egitto e decise che si sarebbe recato ad Alessandria d'Egitto per bloccare l'approvvigionamento del grano di Roma. In seguito gli giurarono fedeltà tutta la Siria, il re Soemio, il re Antioco IV di Commagene, il re Erode Agrippa II, sua sorella, le province bagnate dal mare dall'Asia all'Acaia e quelle che si estendevano all'interno verso il Ponto e l'Armenia ed inaspettatamente il re dei Parti, che gli mise a disposizione ben 40000 arcieri. Passarono dalla sua parte anche le legioni illiriche che, dalla parte di Otone, non avevano partecipato alla battaglia (la III Gallica, l'VIII Augusta e la VII Claudia). In Pannonia passarono dalla sua parte anche la tredicesima Gemina e la settima Galbiana, su incitamento di Antonio Primo; seguite poi dalla legio XI Claudia in Dalmazia. Vespasiano quindi si preparò alla guerra, non dimenticandosi però degli altri fronti sui quali stava combattendo, lasciando al figlio Tito il comando della guerra giudaica e ordinando che si cercassero di attirare dalla propria parte i pretoriani che erano stati congedati.
Il partito flaviano era diviso fra chi voleva sbarrare i passi alpini dalla Pannonia, aspettando tutti i rinforzi possibili dalle regioni vicine, e chi voleva attaccare subito; prevalsero questi ultimi, che facevano notare come il nemico fosse fiaccato dai vizi, la propria mancanza di vettovaglie e la possibilità di essere attaccati per mare. Fra quelli che volevano una guerra veloce v'era Antonio Primo, ben visto dai soldati, che voleva guidare l'avanzata la legio III Gallica di stanza in Mesia, dove appunto egli era governatore, con un grande contingente di cavalleria, per poi essere seguito dalle legioni di Muciano. Vespasiano accettò, ma gli ordinò di sostare ad Aquileia subito dopo l'attraversamento delle Alpi e attendere lì le legioni di Muciano, dirette in Italia via terra (attraverso Cappadocia e Frigia) poiché la stagione invernale non permetteva quel tragitto via mare, considerato l'elevato rischio di naufragio.
Vitellio
Intanto Vitellio cominciò a fare concessioni di ogni sorta sia pubbliche sia private, allo scopo di conservare il favore e la simpatia delle truppe rimaste a lui fedeli. Dispose, inoltre, una nuova leva di volontari a Roma, promettendo non solo il congedo appena ottenuta la vittoria, ma anche una serie di premi (donativa) e di riconoscimenti che solitamente si concedono ai soli veterani. Raccolse, quindi, una squadra di gladiatori e di reclute che affidò al fratello Lucio Vitellio il Giovane, oltre a una flotta sul fronte marittimo, presidiando l'Italia settentrionale con i suoi generali vittoriosi della battaglia di Bedriaco. All'annuncio, mitigato dagli adulatori, della notizia della defezione della legione III, Vitellio mandò a richiedere senza parvenza di urgenza aiuti dai suoi alleati in Britannia, Germania e Spagna, che però indugiarono a mandarne: le prime due per i pericoli nel territorio, e l'ultima perché i legati presenti nel luogo volevano tenersi fuori dalla sua caduta. Solo in Africa, dove Vitellio aveva governato rettamente come legato, gli misero l'esercito a disposizione.
Quando giunsero poi cattive notizie, Vitellio ordinò a Cecina e Valente (che intanto avevano più influenza di Vitellio nelle decisioni e rivaleggiavano fra loro) di preparare la guerra. Valente, appena guarito da una malattia, sarebbe partito dopo Cecina il quale voleva però procacciarsi il favore di Vespasiano, in quanto Valente era ormai divenuto il preferito di Vitellio. Cecina partì con i distaccamenti delle legioni I Germanica, IV Macedonica, XV Primigenia, XVI Gallica, V Alaudae, XXII Primigenia, le intere legioni XXI Rapax e I Italica, e i distaccamenti delle legioni britanniche. Secondo Tacito, dopo aver proceduto verso Cremona assieme a tutte le truppe, Cecina deviò a Ravenna per complottare con Lucilio Basso, ex prefetto di un’ala di cavalleria e comandante della flotta, con il quale cercò di indurre i soldati alla rivolta contro Vitellio; per Basso fu un compito facile, poiché la flotta ricordava bene i successi conseguiti sotto Otone. A differenza di Tacito, Giuseppe Flavio tramanda che Cecina raggiunse Antonio con l'esercito fin nei pressi di Cremona. Qui, dopo essersi accorto della moltitudine e della disciplina delle forze dei flaviani, preferì non attaccar battaglia e, ritenendo fosse pericoloso ritirarsi, meditò il tradimento. Ad ogni modo, Cecina non rispettò gli accordi con Valente e le truppe di quest'ultimo furono indotte da Cecina ad aspettarlo lungo il percorso, affermando di aver cambiato il piano per fronteggiare il primo urto di guerra con tutte le forze.

### Scoppio della guerra
Antonio Primo

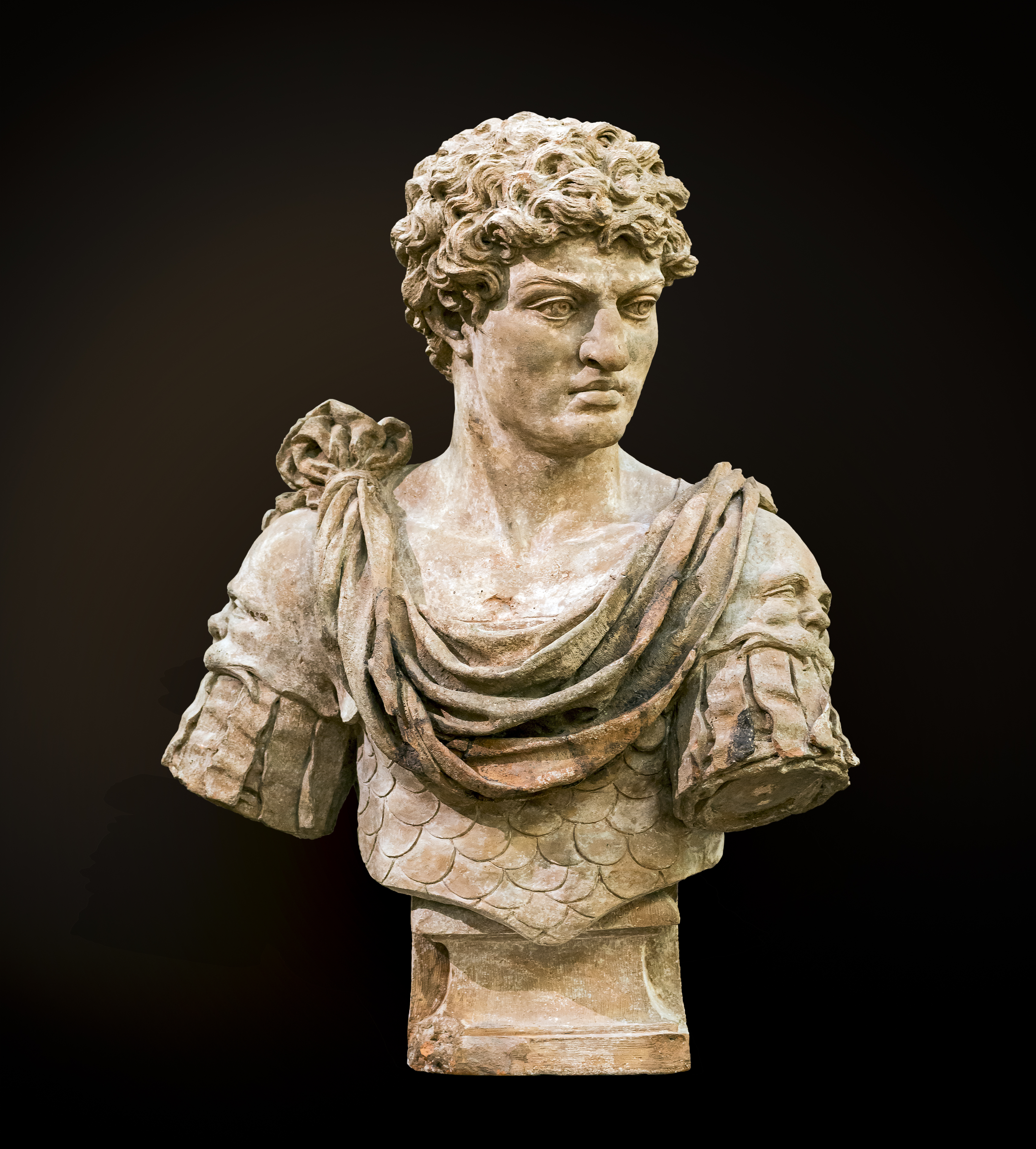
Ritratto di Marco Antonio Primo.

Insieme ad Antonio Primo era partito anche Arrio Varo, che lo accompagnò nella conquista di Aquileia. Posizionarono poi ad Altino un presidio per un eventuale attacco della flotta ravennate, della cui defezione non avevano ancora notizie, e scacciarono con un attacco a sorpresa tre coorti e una divisione della cavalleria nemica che erano nelle vicinanze. Saputa questa vittoria, le legioni flaviane VII Galbiana e XIII Gemina giunsero velocemente a Padova sotto la guida di Vedio Aquila. Scelsero come base Verona perché ricca e circondata da pianure adatte alla cavalleria, ma nel passare occuparono anche Vicenza perché vi era nato Cecina Alieno. Poco dopo ci fu una scaramuccia contro gli avamposti di Cecina, che fece accampare l'esercito nei pressi del nemico aspettando la conferma dei patti del tradimento, permettendo però l'arrivo in aiuto ai flaviani delle legioni VII Claudiana, comandata da Aponio Saturnino, della III e dell'VIII, in seguito al quale i flaviani decisero di fortificare Verona.
Defezione di Cecina
Dopo che Lucio Basso ebbe attuato in favore di Vespasiano la rivolta della flotta, che poi si scelse come procuratore Cornelio Fusco, Cecina radunò i propri centurioni e li convinse, appoggiandosi ad alcuni complici ed adulando Vespasiano, a giurare per quest'ultimo. Quando la notizia si sparse per il campo, i soldati, vedendo le statue di Vitellio rivoltate, furono molto contrariati di consegnarsi senza combattere, quindi incatenarono Cecina per consegnarlo a Vitellio e si nominarono un nuovo comandante, quini, secondo Tacito, andarono a Cremona per ricongiungersi con le legioni I Italica e XXI Rapace, mandate avanti da Cecina per occupare la città. Nei pressi si svolsero la seconda battaglia di Bedriaco e l'assedio di Cremona, che terminarono con la disfatta delle truppe di Vitellio. Subito dopo, i flaviani diffusero la notizia nelle province e misero presidi sulle Alpi a difesa di un eventuale attacco dalla Germania. A Roma Vitellio cercò di tenere nascosta la disfatta, ma questa trapelò comunque e, quando si accorse della sua importanza, decise di inviare 14 coorti di pretoriani e tutta la cavalleria a bloccare gli Appennini, tenendo loro dietro la legio II Adiutrix.
Fabio Valente
Intanto Valente avanzava da Roma con lentezza e temporeggiando; facendo altrimenti sarebbe forse potuto giungere in tempo, se non per bloccare il tradimento di Cecina, quantomeno per dare un grosso aiuto nella battaglia decisiva. Valente, ricevute tre coorti con un'ala di cavalleria come rinforzo da parte di Vitellio, vedendo il loro numero esiguo e non fidandosi della loro fedeltà, le inviò a Rimini, dove però furono circondate da Cornelio Fusco, che con la flotta dominava l'Adriatico. Da parte sua, invece, con i soldati più fedeli, andò in Etruria, ove decise di impadronirsi delle navi a Pisa e di sbarcare nella Gallia Narbonense per sollevare le Gallie e la Germania, ma ne fu dissuaso dalla notizia che la Narbonense era già strettamente nelle mani dei flaviani. Decise quindi di imbarcarsi ugualmente, non sapendo dove andare e temendo sia le città sia le coste, ma fu sopraffatto da una burrasca e da alcune liburniche mandate dai flaviani, che lo catturarono e lo tradussero prigioniero a Urbino. Dopo tale avvenimento, la Spagna e le Gallie passarono dalla parte di Vespasiano, e lo fece anche la legio II Augusta in Britannia, scontrandosi però con le altre tre legioni presenti sul posto.

### Discesa di Antonio Primo
Mentre Vespasiano procedeva velocemente verso Alessandria d'Egitto per bloccare gli approvvigionamenti di grano per Roma, Antonio Primo procedeva verso l'Italia trattando le legioni come sue, e non curandosi di Muciano. Poiché stava giungendo l'inverno e la pianura del Po era allagata, egli decise di partire senza salmerie, conducendo un esercito formato solo dalle coorti, dalle vessillazioni e dalla cavalleria, lasciando a Verona molti soldati e le insegne. Si era unita al suo esercito anche la legio XI Claudia con seimila Dalmati di leva recente ed i migliori marinai della flotta Ravennate che volevano servire con le legioni. L'esercito si fermò a Fano, temendo per le notizie di presidi sull'Appennino e della partenza da Roma delle coorti pretoriane; inoltre ci si accorse che quella zona non poteva fornire abbastanza approvvigionamenti. Antonio decise quindi di richiamare i soldati da Verona e di inviare in esplorazione contingenti di cavalleria.

### Vitellio
Vitellio, recatosi a Bevagna su richiesta dell'esercito, non seppe approfittare della penuria di approvvigionamenti dell'avversario, e tornò a Roma alla notizia della defezione della flotta di Miseno. Questa si era ribellata dopo che le erano state mostrate false lettere di Vespasiano che determinavano il prezzo della loro defezione; Vitellio vi mandò contro una coorte urbana e dei gladiatori. Tutti questi tuttavia si unirono ai ribelli aiutandoli nella presa di Terracina. Vitellio, prima di tornare a Roma, passò per Narni, dove lasciò la legio II Adiutrix con una parte dei cavalieri, inviando il fratello Lucio Vitellio il Giovane in Campania per affrontare i ribelli della flotta del Miseno e coloro che si erano loro alleati. Lucio Vitellio occupò Terracina, ma indugiò troppo chiedendo al fratello se dovesse tornare subito a Roma o sottomettere prima l'intera Campania.

### Resa dei Vitelliani a Narni
Se Vitellio non fosse tornato indietro, l'attraversamento degli Appennini da parte dei flaviani, già difficile per la neve, sarebbe stata un'impresa disperata. Attraversato dunque l'Appennino, i flaviani si fermarono nell'odierna Montecastrilli, e qui attesero, in una buona posizione strategica, le legioni in arrivo; da lì potevano anche comunicare con i vitelliani di Narni. Poco dopo giunsero le legioni e, in uno scontro tra 400 cavalieri vitelliani e i flaviani, ebbero la meglio questi ultimi. Dopo aver anche visto la testa di Fabio Valente, giustiziato a Urbino e che invece speravano stesse arrivando con un esercito dalla Germania, i vitelliani si arresero. Scesero quindi non senza dignità nella pianura sottostante Narni, dove furono circondati dai soldati di Antonio Primo schierati a battaglia: ricevettero l'ordine di presidiare alcuni Narni, altri Terni, e con loro furono lasciate alcune truppe flaviane vincitrici.

### Situazione a Roma
A questo punto Primo, Varo e Muciano offrirono a Vitellio un rifugio sicuro in Campania con denari e servi se si fosse consegnato deponendo le armi, Vitellio avrebbe anche accettato, ma i suoi soldati (soprattutto quelli germanici) non erano d'accordo, poiché desideravano morire da valorosi e non si fidavano dei patti dei flaviani. Tuttavia Vitellio, anche per amore dei parenti, cercò di prendere tempo e di accordarsi con Tito Flavio Sabino, fratello di Vespasiano e praefectus Urbi, promettendogli che avrebbe abdicato e versato cento milioni di sesterzi per aver salva la vita. Quindi si presentò sulla gradinata del palazzo imperiale per dichiarare ad una folla di soldati che abdicava all'impero e che lo aveva assunto contro la propria volontà. E poiché tutti protestavano e gridavano, rinviò la decisione e trascorse un'altra notte nel palazzo. Il 18 dicembre 69 Vitellio uscì dal Palazzo in veste ed in portamento da lutto, circondato dalla folla, e piangente ripeté lo stesso discorso, questa volta leggendo il tutto da uno scritto. Dopo aver deposto le insegne al tempio della Concordia, si diresse verso la casa del fratello, ma la folla non permise che si recasse in una casa privata e lo guidò nuovamente verso il palazzo.
A questo punto Flavio Sabino radunò tutte le sue milizie per affrontare possibili reazioni che si aspettava dai vitelliani più accaniti, da esponenti delle legioni germaniche o anche da una parte del popolo. Mentre scendeva dal Quirinale, si scontrò con questi in una zuffa in cui prevalsero i vitelliani, cosicché Sabino decise di asserragliarsi con i suoi uomini il Campidoglio. Il giorno seguente lo raggiunsero molti dei nobili ed anche il giovane nipote Domiziano, figlio di Vespasiano. All'alba Sabino inviò un uomo a rimproverare Vitellio di non aver abdicato realmente, come concordato tra loro, ma solo in maniera teatrale. Poco dopo ebbe inizio l'assedio del Campidoglio da parte dei vitelliani. Secondo Giuseppe Flavio tale atto fu ordinato da Vitellio in persona dopo essersi ripreso su esortazione dei suoi soldati, mentre secondo Tacito esso fu dovuto a "soldati furibondi, senza capi, spinti ciascuno dal proprio impulso". Lo scontro si concluse con l'incendio del Tempio di Giove Ottimo Massimo, la vittoria dei vitelliani e la morte della maggior parte dei flaviani, anche se molti importanti personaggi della nobilitas, fra cui Domiziano, riuscirono fortuitamente a salvarsi. Non ebbe la stessa fortuna suo zio Sabino, che venne condotto nel palazzo imperiale dagli uomini di Vitellio e lì ucciso al suo cospetto, nonostante questi avesse tentato inutilmente di opporsi. Poco dopo, Vitellio si pentì dell'accaduto e tentò di addossarne la responsabilità ad altri, in quanto appunto da altri si era fatto convincere.

### Fine di Vitellio
Intanto Antonio Primo, partito da Narni, celebrava i Saturnali in attesa dell'esercito di Muciano. Quinto Petilio Ceriale, mandato verso Roma con 1000 cavalieri, non si era bastevolmente affrettato per evitare l'incendio del Campidoglio, alla cui notizia invece il resto dell'esercito si affrettò. Antonio avanzò quindi sulla via Flaminia, e gli giunse la notizia che Ceriale era stato sconfitto perché incappato senza le dovute precauzioni in un luogo non lontano dalla città che i nemici conoscevano bene. La vittoria invece esaltò il popolo di Roma, che con una povera panoplia corse alle armi per difendere Roma su incitamento da Vitellio, il quale, convocato il Senato, nel frattempo mandava delegazioni a chiedere la pace; gli ambasciatori però, inviati non solo ad Antonio ma anche a Petilio Ceriale, assieme alle vergini vestali, riportarono un rifiuto. Venne rifiutata anche la sua richiesta di lasciargli un po' di respiro differendo al giorno successivo la battaglia decisiva, ma Antonio cercò comunque di rimandare lo scontro, per tema che altrimenti i soldati, per la foga, avrebbero distrutto l'Urbe; dal momento che però i soldati non accettavano alcun indugio, si procedette quel giorno stesso (20 dicembre 69) alla battaglia di Roma. A quanto narrano Tacito e Giuseppe Flavio, si svolse una battaglia su tre fronti a Roma, nella quale i vitelliani furono sgominati; secondo Svetonio, invece, le avanguardie dell'esercito di Antonio Primo si erano ormai introdotte in città e, non avendo trovato alcuna resistenza, stavano cercando ormai ovunque Vitellio, il quale, in ogni caso, dopo l'attacco fu trovato e ucciso da un manipolo di flaviani. A sera, mentre i senatori si erano rifugiati in casa dei propri clientes, Domiziano, secondogenito di Vespasiano, fu salutato come Cesare dai flaviani ormai vincitori e scortato fino alla casa di suo padre.

## Conseguenze

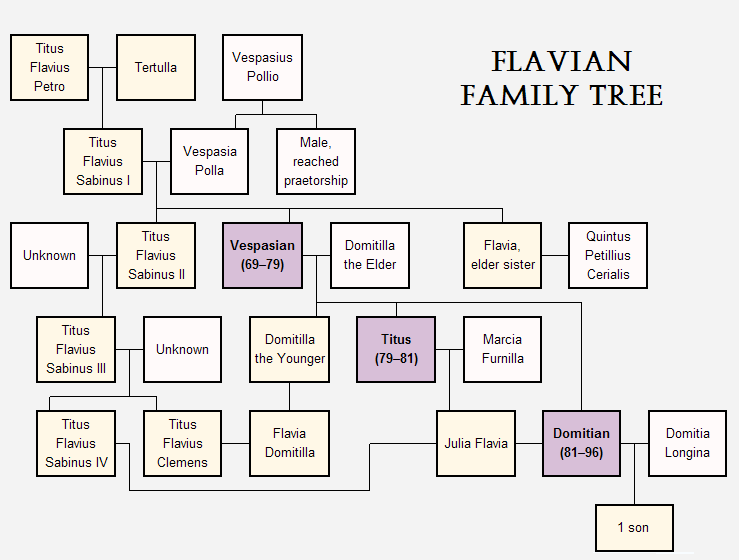
Albero genealogico dei Flavi.

Il 21 dicembre, giorno successivo all'ingresso in Roma delle truppe di Antonio Primo e all'uccisione di Vitellio, il Senato proclamò Vespasiano imperatore e console con il figlio Tito, mentre il secondogenito Domiziano veniva eletto pretore con potere consolare. Il 22 dicembre anche Muciano raggiunse Roma, entrando in città al comando delle sue truppe e mettendo fine alle stragi che vi stavano perpetrando dagli uomini di Antonio, alla ricerca dei soldati superstiti di Vitellio e di quei cittadini che si erano schierati dalla sua parte. Dopo questi scontri si contarono più di cinquantamila morti. Muciano accompagnò, quindi, Domiziano nel Foro romano e lo raccomandò al popolo romano come Cesare e reggente fino all'arrivo del padre dall'Oriente, mentre il giovane principe pronunciò loro un discorso. Il popolo allora, finalmente libero da Vitellio e dai vitelliani, acclamò Vespasiano imperatore, celebrando l'inizio di un nuovo principato e la fine di Vitellio.
Frattanto Vespasiano, che era giunto ad Alessandria d'Egitto, fu raggiunto dalla notizia che Vitellio era morto e che il popolo di Roma lo aveva proclamato imperatore (fine dicembre del 69). Giunsero quindi numerose ambascerie a congratularsi con lui da ogni parte del mondo, che ora era diventato suo. Vespasiano, ansioso di salpare per la capitale non appena fosse terminato l'inverno, sistemò le questioni in Egitto e spedì il figlio Tito con ingenti forze a conquistare Gerusalemme e porre fine una volta per tutte alla guerra giudaica.
Affidate, pertanto, le truppe in Giudea al figlio Tito, Vespasiano giunse finalmente a Roma nella primavera del 70, accolto dalla sincera benevolenza del popolo, stremato dai terribili eventi dell'anno appena concluso. Subito dedicò ogni sua energia a riparare i danni causati dalla guerra civile; restaurò la disciplina nell'esercito, che sotto Vitellio era stata piuttosto trascurata, e con la cooperazione del senato riportò il governo e le finanze su solide basi.
(Svetonio, Vita di Vespasiano 8.)
Con Vespasiano veniva instaurata una nuova dinastia ereditaria, la dinastia dei Flavi. A Vespasiano (69-79) succedettero infatti i figli Tito (79-81) e poi Domiziano (81-96).